# Billy Mahonie
Billy Mahonie ist eine 1997 gegründete britische Post-Rock/Instrumental-Band. Die Band veröffentlichte bisher sieben Alben (Stand: Juli 2013), die bei Labels wie Too Pure und Southern Records erschienen.

## Veröffentlichungen
- 1999: The Big Dig
- 2001: What Becomes Before
- 2001: Day Release Singles Club Spring 2001 – "Tribute To Jet Johnson"
- 2003: Dust
- 2005: Found (Größtenteils B-Seiten und Raritäten)
- 2007: Exhale On Mare Street
- 2010: BM by BM